# Schwarzenbach SG
| SG ist das Kürzel für den Kanton St. Gallen in der Schweiz. Es wird verwendet, um Verwechslungen mit anderen Einträgen des Namens Schwarzenbach zu vermeiden. |

Schwarzenbach (Schwarzenbachⓘ) ist eine Ortschaft in der politischen Gemeinde Jonschwil im Kanton St. Gallen in der Schweiz. Schwarzenbach liegt unmittelbar rechts der Thur im Untertoggenburg zwischen Wil und Oberuzwil.

## Geschichte

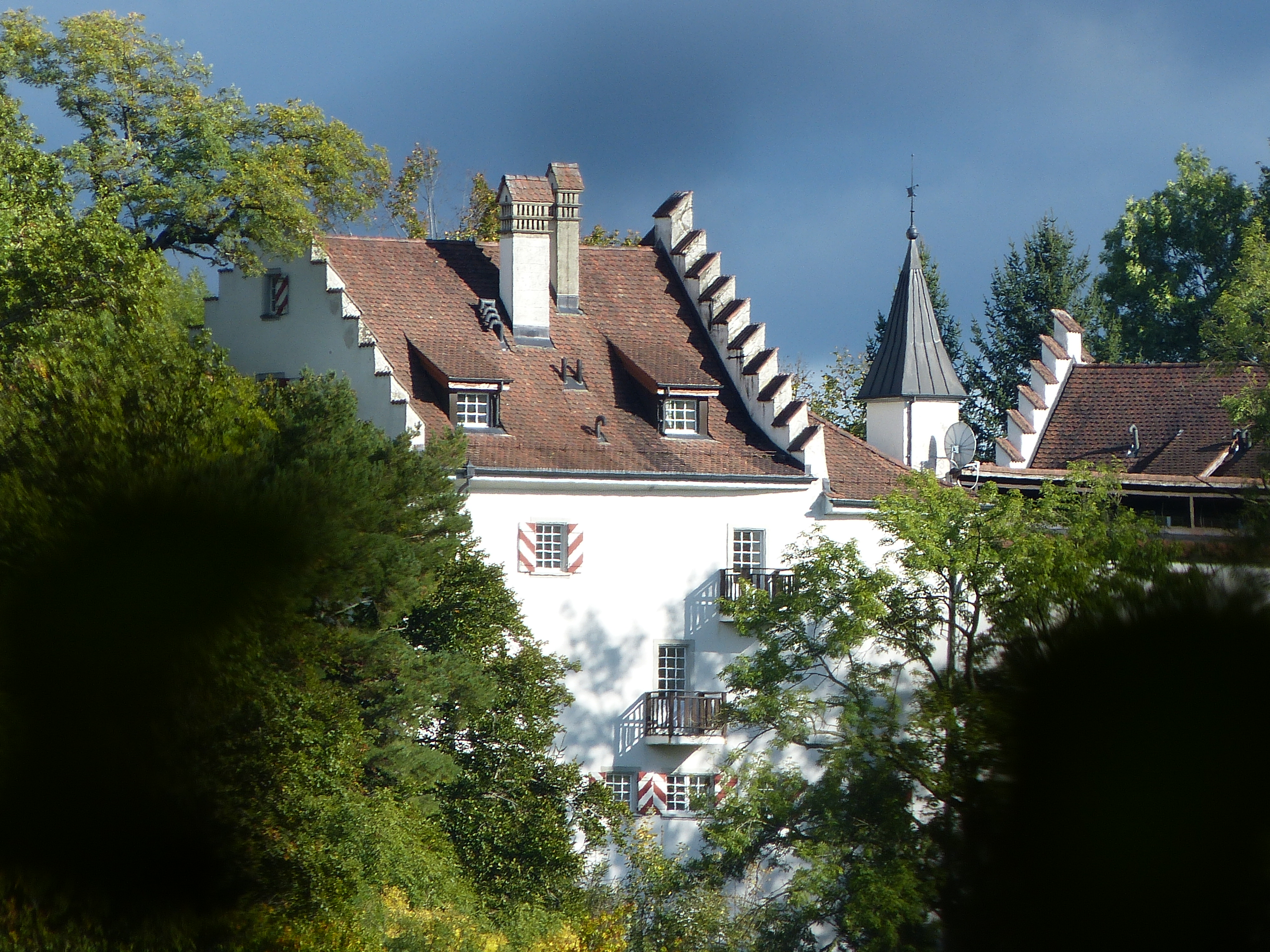
Schloss Schwarzenbach

Die Siedlung wurde im Jahre 779 als Svarcinbah erwähnt. Nach 1282 gründete König Rudolf I. von Habsburg gegenüber der fürstäbtischen Stadt Wil auf der anderen Seite der Thur Burg Schwarzenbach und Stadt Schwarzenbach. Ab 1287 kam es zwischen den beiden Städten zu kriegerischen Auseinandersetzungen.
Im Jahre 1292 überfielen die Habsburger die Stadt Wil und brannten sie nieder. Die Bewohner waren gezwungen, nach dem drei Kilometer südlich liegenden Schwarzenbach überzusiedeln. Gemäss dem Friedensschluss zwischen Habsburg und der Fürstabtei St. Gallen von 1301 waren Stadt und Burg zu schleifen, letztere konnte aber erhalten bleiben.

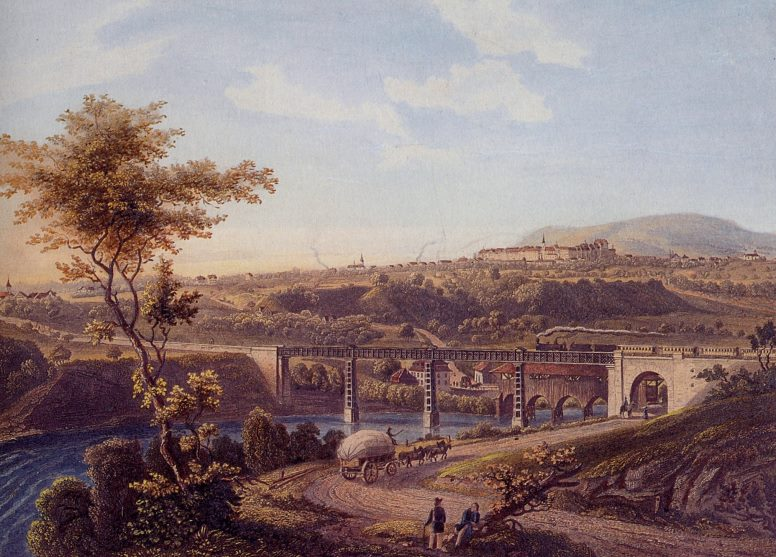
1855 in Betrieb genommene Thurbrücke der Vereinigten Schweizerbahnen, dahinter die im Text erwähnte Holzbrücke für den Strassenverkehr

Burg und Vogtei wechselten mehrfach die Besitzer und gehörten unter anderem den Freiherren von Hewen. 1483 kaufte die Fürstabtei St. Gallen Schwarzenbach, das damit zur Grafschaft Toggenburg gelangte. Die zum Schloss ausgebaute Burg war bis 1798 Amtssitz des Vogts, dem unter anderem die Niedergerichte von Ober- und Niederuzwil, Flawil und Burgau unterstanden. Seit 1805 befindet sich das Schloss in Privatbesitz, und sein Kornhaus beherbergte im 19. Jahrhundert eine Stickerei.
Die Schwarzenbacher Kapelle fand bereits 1299 erstmals Erwähnung. 1476 wird der heilige Konrad erstmals als Kirchenpatron erwähnt. Nach der Reformation wurde das Gotteshaus paritätisch genutzt. 1771 traten die Protestanten ihre Nutzungsrechte an die Katholiken ab und wurden Teil der evangelischen Pfarrei Oberuzwil.
Eine Brücke über die Thur fand erstmals 1453 ausdrückliche Erwähnung. Trotz einer Sanierung im Jahre 1726 konnte das Bauwerk den schweren Gefährten und den Hochwassern auf die Dauer nicht standhalten. Die Gemeinde Jonschwil wehrte sich jedoch aus Kostengründen gegen einen Neubau. Die Eröffnung der Fürstenlandstrasse von Gossau über Oberbüren nach Wil führte in Schwarzenbach zu einem Verkehrsrückgang und damit zu verminderten Zolleinnahmen. Die Toggenburger sahen sich nun gezwungen, ebenfalls die Strassen auszubauen. 1787/1788 entstand rund 300 Meter nördlich des alten Standorts die neue, fünfbogige Holzbrücke. Nach der Aufhebung des Klosters im Jahre 1805 übernahm der Kanton St. Gallen den Unterhalt der Brücke.

## Verkehr

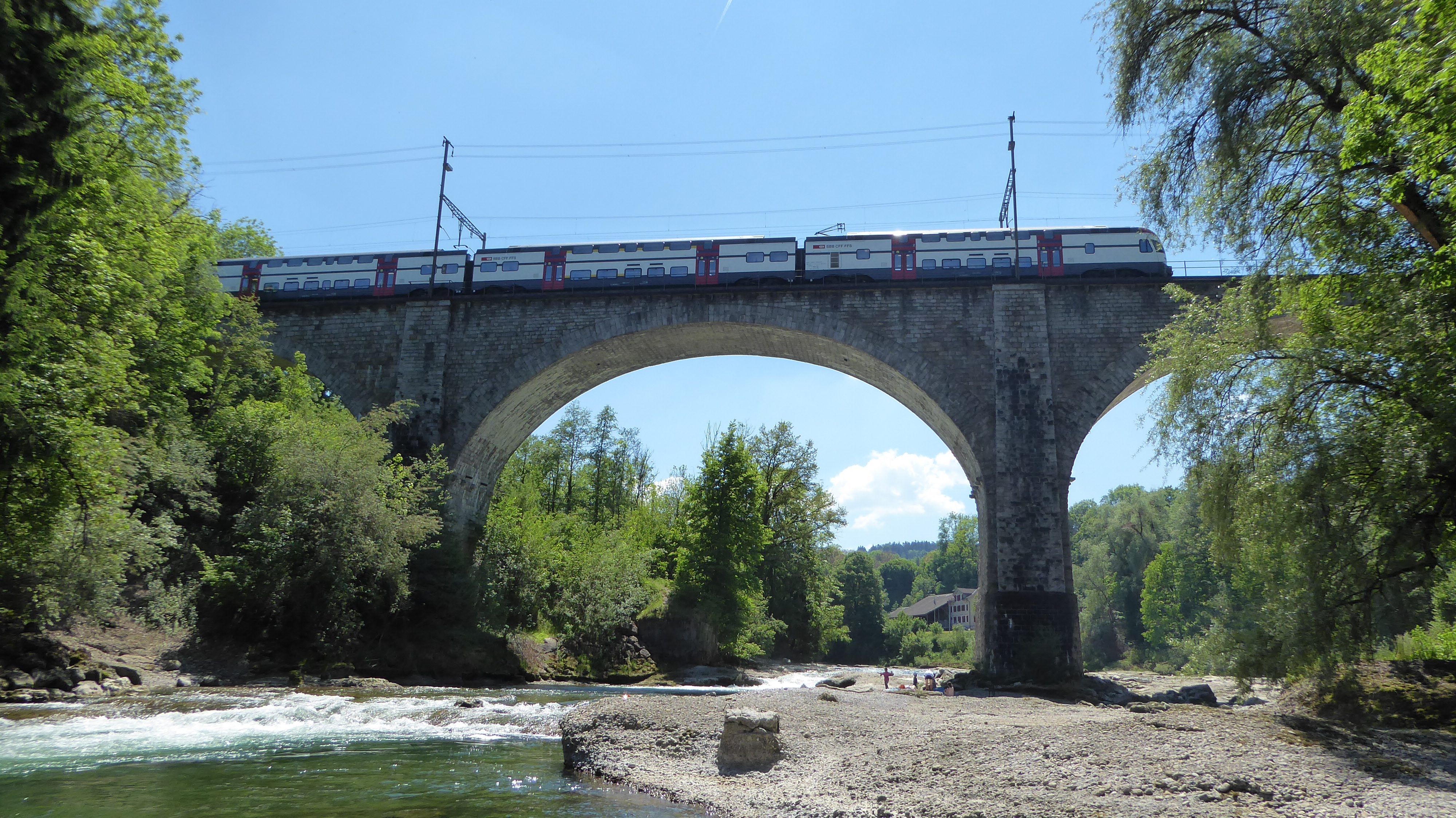
Bei Schwarzenbach überqueren die Züge St. Gallen–Wil die Thur, ohne im Ort einen Halt einzulegen.

Schwarzenbach ist strassenverkehrstechnisch sehr gut angebunden, ist doch die Ausfahrt Wil der Autobahn A1 nur rund drei Kilometer entfernt.
Im öffentlichen Verkehr ist der Ort durch die Postautolinie Wil–Jonschwil–Uzwil im Halbstundentakt und die Regiobus-Linie Wil–Schwarzenbach–Algetshausen–Uzwil im Stundentakt erschlossen.
Der Bahnhof Schwarzenbach an der Bahnstrecke St. Gallen–Winterthur wird nur noch von Güterzügen bedient. Mit dem Hauptsitz von Aldi Suisse und dem angeschlossenen Verteilzentrum dominieren Lastwagen den Güterverkehr und haben die Güterzüge abgelöst.

## Sehenswürdigkeiten
- Schloss Schwarzenbach
- Die Kapelle St. Konrad ist von archäologischer Bedeutung. Bei der Renovation von 1968/69 kam im Kirchenschiff romanisches Mauerwerk zutage, Teil eines einfachen rechteckigen Saalbaus aus der Zeit um 1300. Beim Dorfbrand vom 9. April 1859 wurden auch Teile der Kapelle eingeäschert. Ein Jahr später beim Wiederaufbau entstand der Turm über der Sakristei. Bei der Renovation 1969 erhielt der Chor wieder seine originale Fassung, und ein Stück des romanischen Mauerwerks wurde sichtbar gemacht.[4]
- Das Haus «zur Schwarzenbacherbrücke» stammt aus den 1770er Jahren und diente ursprünglich als Zollhaus. Daran erinnert die Inschrift an der Seitenwand: «Beda von Gottes Gnaden, Fürstabt von St. Gallen, befahl die Errichtung dieses Hauses im Jahre 1777.» Als 1848 die Binnenzölle abgeschafft wurden, veräusserte der Kanton das Gebäude. Es wurde vom Käufer vergrössert und seither als Wirtshaus genutzt.[5]

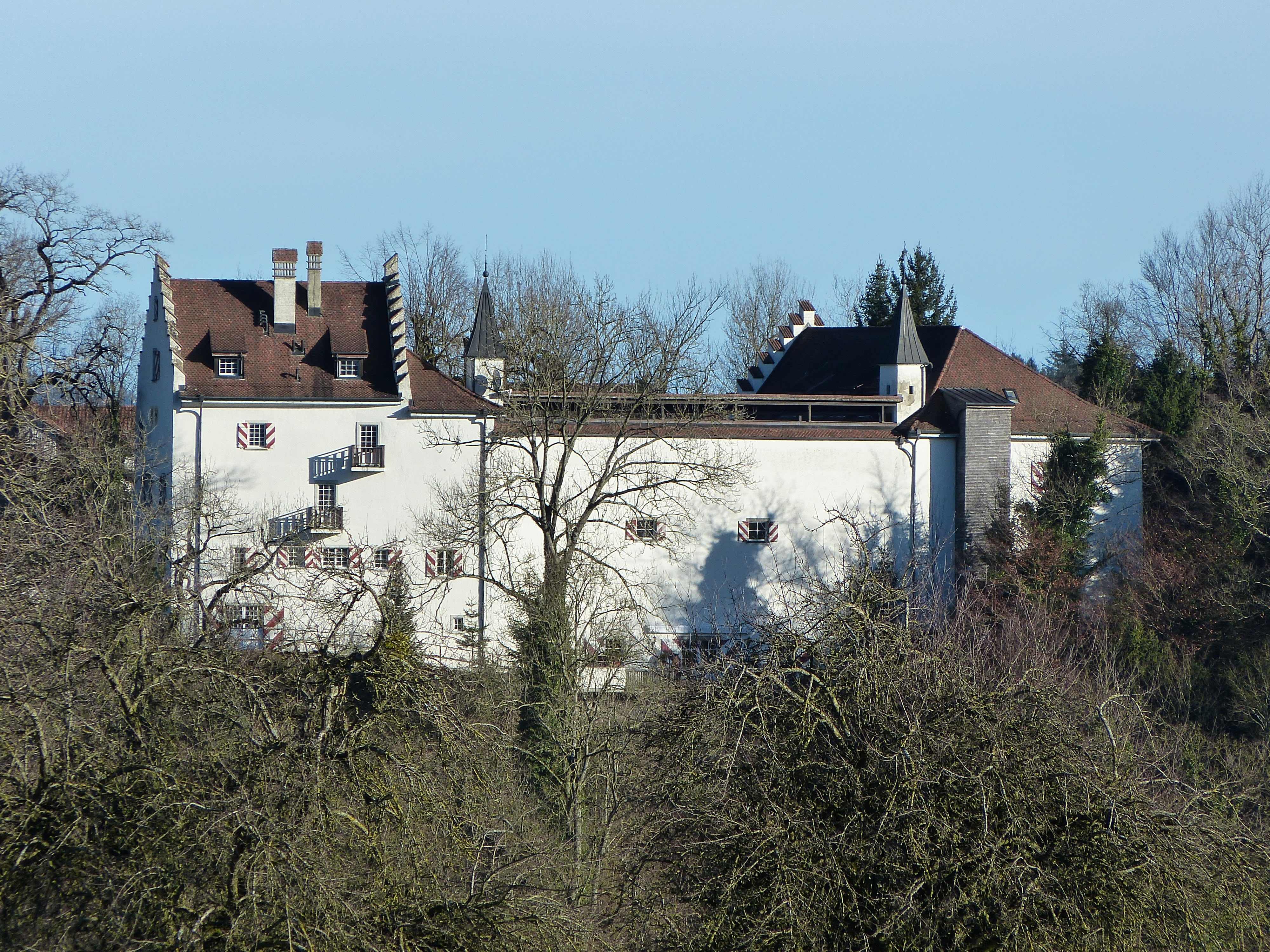
Rückseite des Schlosses Schwarzenbach
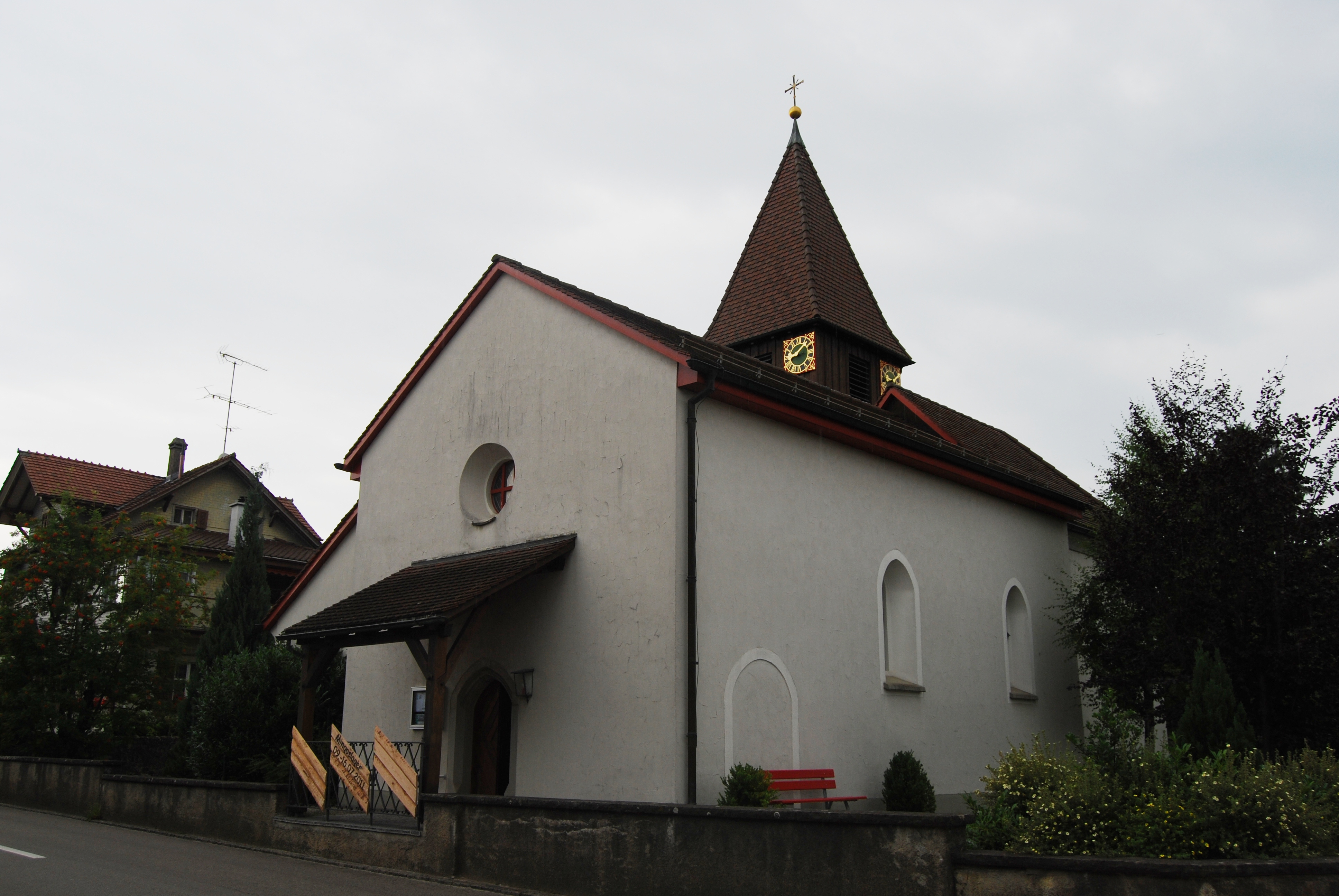
Konradskapelle Schwarzenbach
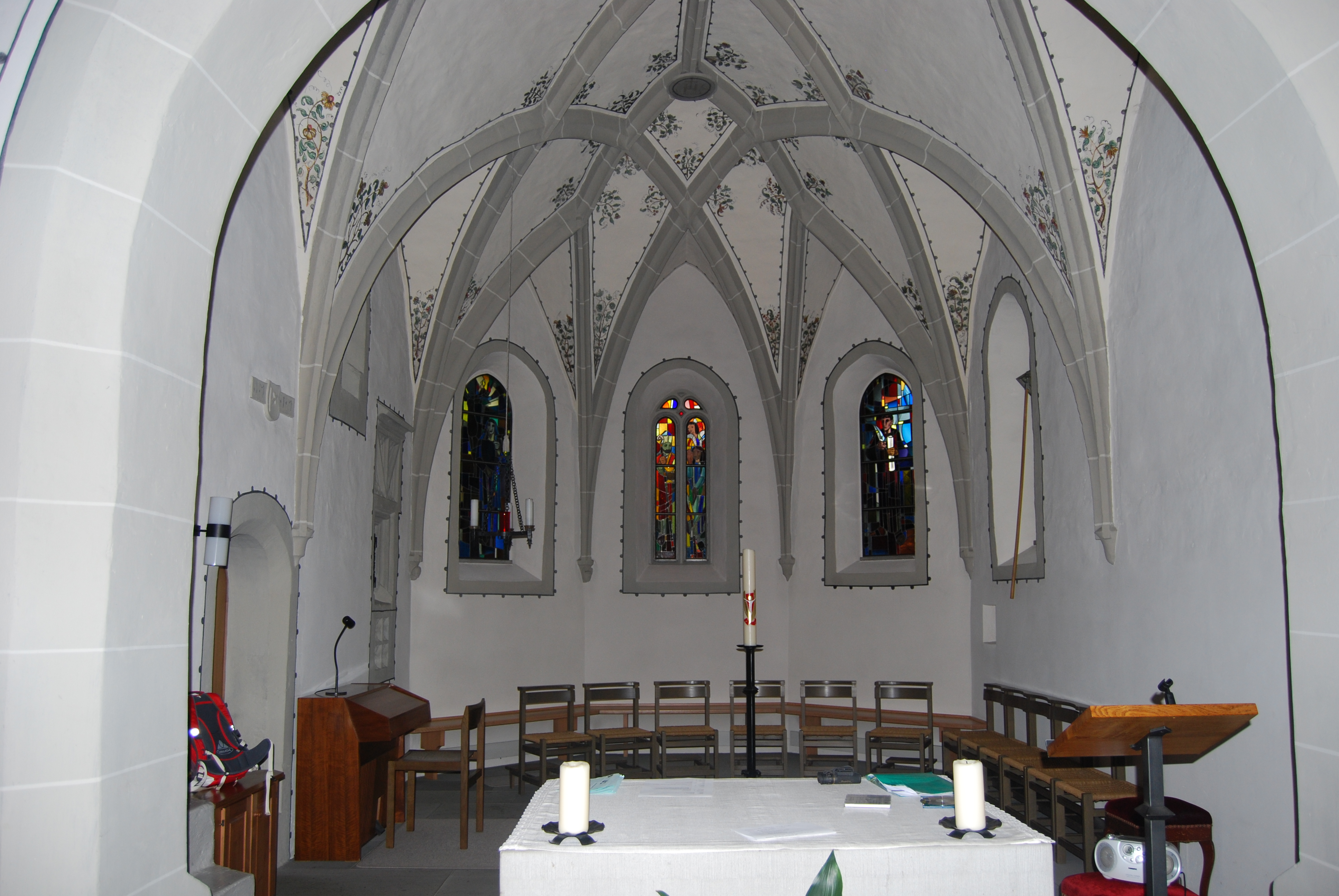
Chor der Kapelle
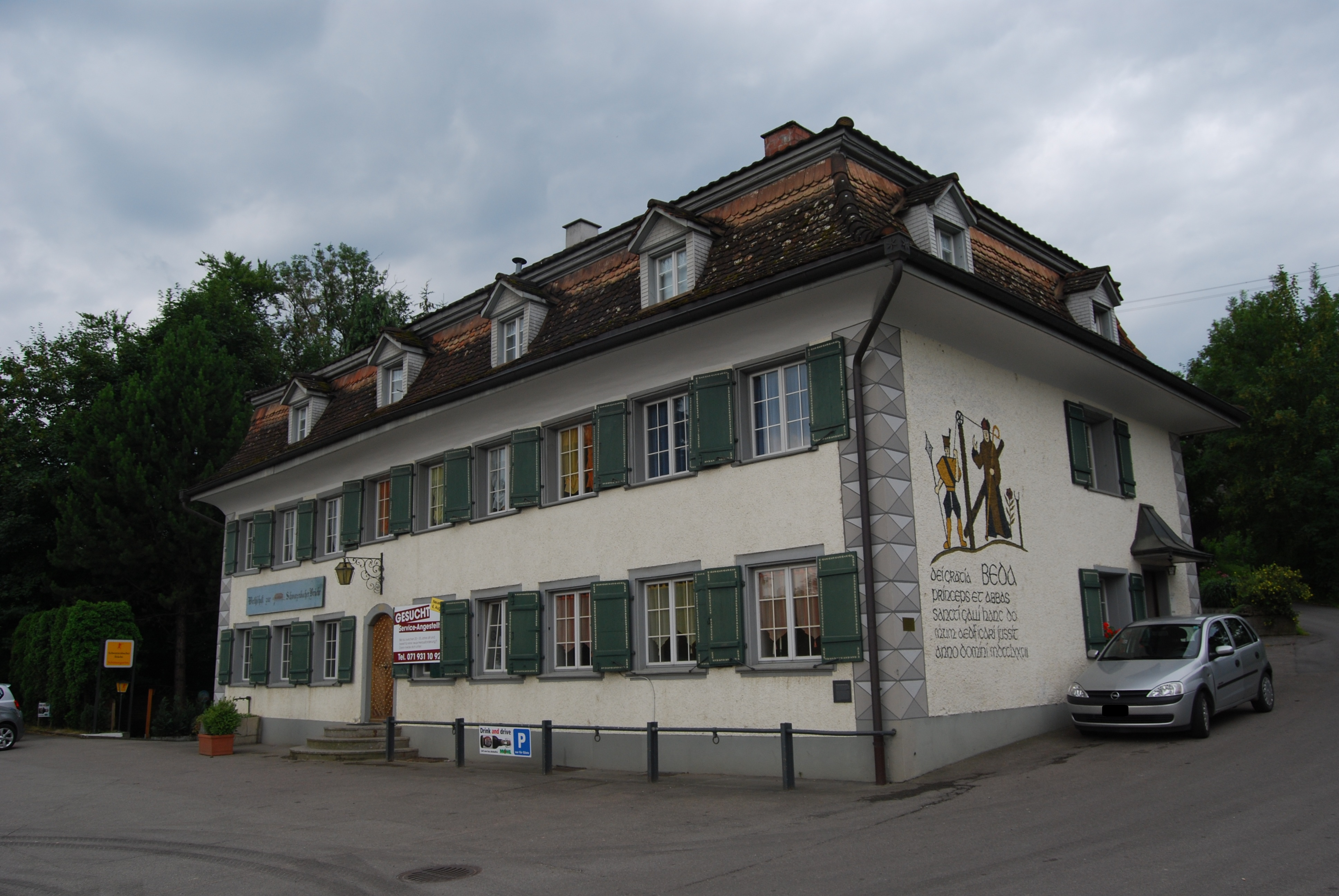
Wirtschaft «zur Schwarzenbacherbrücke»